# Diana Monteiro
Diana da Conceição Silva Monteiro (Porto, 24 de Julho de 1983) é uma atriz, cantora e apresentadora portuguesa.

## Carreira
Diana Monteiro interpretou Carolina Matos na série da TVI, Morangos com Açúcar e depois foi vocalista da girls band portuguesa Just Girls. Ela foi a concorrente da 3.ª edição de A Tua Cara não Me É Estranha e ela foi a mentora de A Tua Cara não Me É Estranha: Kids. Ela interpretou Isabel Amaro no filme Virados do Avesso.